# Sternspektrum
Lässt man Licht (insbesondere Sonnenlicht) durch einen engen Spalt auf ein Prisma oder auf ein Beugungsgitter fallen, so wird der Lichtstrahl in seine einzelnen Farbbereiche – das so genannte Spektrum – zerlegt.
Als Sternspektrum wird das Spektrum eines punktförmig erscheinenden Gestirns bezeichnet. Seine Erzeugung erfordert nicht unbedingt eine Spaltblende, weil das ins astronomische Fernrohr fallende Lichtbündel praktisch parallel ist, doch ist ein seitliches Auffächern des Lichtbündels günstig (siehe auch Kollimator). Durch Anbringen eines flachen Prismas vor dem Objektiv erhält man kurze Sternspektren eines ganzen Sternfeldes, die eine grobe Feststellung der „Spektralklassen“ (Farbtemperatur) der fotografierten Sterne gestattet.
Ein gut aufgelöstes Sternspektrum kann nicht nur als farbiges Band, sondern auch als mathematische Funktion angesehen werden, welche die Intensität des beobachteten Lichts in Abhängigkeit von der Wellenlänge beschreibt. Aus einem solchen genauen Spektrum lassen sich eine Reihe von Informationen über den Stern extrahieren:
- die Oberflächentemperatur
  - durch Vergleich mit der Idealkurve einer Schwarzkörperstrahlung
  - aus dem stärksten Wellenbereich des Lichts (siehe Wiensches Verschiebungsgesetz)
- die Häufigkeit der chemischen Elemente in der oberen (strahlenden) Schicht des Sterns – die aus seinem Linienspektrum folgt
- die Leuchtkraft durch die relative Linienintensität bestimmter Spektrallinien. Die Leuchtkraft (absolute Helligkeit) ermöglicht zusammen mit der scheinbaren Helligkeit die Entfernungsbestimmung eines Sterns (spektroskopische Parallaxe)
- die Rotationsgeschwindigkeit (auch bei anderen Himmelskörpern) –  aus der Verbreiterung der Spektrallinien gegenüber der aufgrund der Oberflächentemperatur erwarteten Linienbreite. Hierfür wird zumindest noch der genäherte Radius des Sterns benötigt.
- die Radialgeschwindigkeit – aus den Verschiebungen der Spektrallinien wegen des Doppler-Effekts
  - sowie Hinweise darauf, ob sich der Stern in einem Doppelstern-System befindet (siehe spektroskopischer Doppelstern)
  - Es kann auch Hinweise auf extrasolare Planeten geben, weil der Stern dann um das Baryzentrum (gemeinsamer Schwerpunkt des Sternsystems) kreist.

Als Messinstrumente zur Beobachtung von Sternspektren dienen das Spektroskop (visuell) und der Spektrograf (fotografisch). Neuere Instrumente können die Spektren (d. h. die frequenzabhängige Lichtintensität) auch digital aufzeichnen.